# Рич, Марк
Марк Рич (англ. Marc Rich), при рождении Марсе́лл Дави́д Рейх (нидерл. Marcell David Reich; 18 декабря 1934 года, Антверпен — 26 июня 2013 года, Люцерн) — американский предприниматель, основатель трейдинговой компании Marc Rich & Co. (сейчас носит название Glencore; контроль над компанией Рич утратил в 1993 году), миллиардер. 

## Биография
Родился в еврейской семье. Родители вместе с ним смогли бежать в США в 1941 году из оккупированной нацистской Германией Бельгии. Учился в Нью-Йоркском университете, но не окончил его, работал в Philipp Brothers, а затем занялся собственным бизнесом.
В 1974 году вместе с Пинкусом Грином основал в Швейцарии компанию Marc Rich + Co, которая позднее получила имя Glencore, для трансграничной торговли разными сырьевыми товарами. Компания заключала рискованные сделки, нередко нарушая американские запреты и эмбарго. Так, она торговала иранской нефтью, кубинским никелем и золотом, заключала договоры с компаниями из Ливии и ЮАР. Компания поставляла зерно в СССР, несмотря на санкции, введённые из-за войны в Афганистане, а к середине 1990-х стала крупнейшим покупателем российской нефти, угля и металлов.
В 1983 году в США Ричу и Грину были предъявлены обвинения в уклонении от уплаты налогов и нарушениях санкций. Они бежали из США, после чего Рич получил испанское гражданство. Он управлял своей компанией до 1993 года, когда из-за новых подозрений в уклонении от уплаты налогов  и торговле нефтью в обход санкций подал в отставку, продав свой пакет акций топ-менеджменту компании. В последний день своего президентства в январе 2001 года президент США Билл Клинтон помиловал Рича.
Его собственный капитал в 2012 году составлял примерно 2,5 млрд долларов США. Скончался 26 июня 2013 года в Швейцарии. Похоронен в Израиле.

## Достижения
Марк Рич был известен в деловых кругах тем, что впервые ввёл в практику оптовой торговли нефтью механизм спотовых сделок. По мнению журнала The Economist, это новшество «произвело революцию». В 1970 году Рич создал площадку для заключения сделок с небольшими партиями нефти, в отличие от долгосрочных контрактов, заключавшихся между крупными поставщиками и потребителями. В частности, на площадке Рича стали продавать нефть из Ирана после захвата посольства США в Тегеране. Рич говорил своему биографу Дэниелю Амману, что наиболее выгодные сделки он совершал в обход международных эмбарго.

## Комментарии
1. ↑  Делом Рича занимался будущий мэр Нью-Йорка Рудольф Джулиани, работавший в 1980-х годах прокурором Южного округа. По словам Джулиани, дело Рича было крупнейшим случаем уклонения от уплаты налогов в истории США.